# Флавин, Дик
Дик Флавин (англ. Dick Flavin, 15 декабря 1936, Бостон — 28 декабря 2022, Уэймут, Массачусетс) — американский поэт, известный как «поэт-лауреат Бостон Ред Сокс», драматург, журналист, телекомментатор, спичрайтер.

## Биография
Детство Дика прошло в Куинси, штат Массачусетс. Он учился в средней школе архиепископа Уильямса в Брейнтри и в колледже Стоунхилл. Окончил курсы повышения квалификации работников радио и телевидения в Нью-Йоркском университете.
В 1963 году стал пресс-секретарём Государственного демократического комитета штата Массачусетс, готовил выступления ряда политиков-демократов, в том числе Теда Кеннеди. Затем был пресс-секретарём президента Сената Массачусетса, а в 1967 году — Кевина Уайта, избиравшегося на пост мэра Бостона.
В 1970 году Флавин ушёл из политики и стал писать репортажи на политические темы. Сотрудничал на WNAC-TV в Бостоне, редактировал студийные материалы, писал репортажи, в 1973 году перешёл на WBZ-TV, где 14 лет работал комментатором. В это время был номинирован на 14 региональных премий «Эмми» в Новой Англии и семь раз был удостоен этой награды. В 1987 году Флавин ушёл с телевидения, чтобы полностью посвятить себя чтению лекций.
Его работа в качестве телеведущего была отмечена в 2011 году введением в Зал славы телерадиоведущих Массачусетса.
Пьеса Флавина «Согласно Типу» была поставлена в Бостонском Новом репертуарном театре в 2008 году с Кеном Ховардом в главной роли. Она получила в целом положительные отзывы за то, что показала как общественную, так и личную жизнь Типа О’Нила, спикера Палаты представителей от Демократической партии США. Критики из Independent Reviewers of New England присудили ей награду «Лучшая новая пьеса года». Сам Флавин несколько раз исполнял эту роль, цитировали его высказывания: «Написать о таком уникальном персонаже было непросто, и будет сложно изобразить такого уникального персонажа».
В 2001 году Флавин предпринял путешествие всей жизни (для фаната бейсбола), проехав на автомобиле из Массачусетса во Флориду с великими игроками «Бостон Ред Сокс» Домом Ди Маджио и Джонни Пески, чтобы навестить тяжело больного бейсболиста Теда Уильямса. Чтобы оправдать свое присутствие в компании с тремя героями своего детства, Флавин переписал «Кейси у летучей мыши» в «Тедди у летучей мыши», изменив сюжетную линию стихотворения. Флавин продекламировал его перед тремя старыми музыкантами, рассчитывая, что сделать это единственный раз, но молва об этом переписанном стихотворении разошлась ещё в Бостоне. Флавина попросили повторить своё выступление в Фенуэй-парке несколько месяцев спустя на мемориале уже скончавшегося к тому времени Уильямса. С тех пор Флавин исполнял этот вариант стихотворения по всей стране, в том числе в Зале бейсбольной славы в Куперстауне, штат Нью-Йорк, и с Boston Pops Orchestra в Бостонском симфоническом зале. Дэвид Хальберштам, лауреат Пулитцеровской премии, услышал о поездке Флавина, Ди Маджио и Пески к Уильямсу. Он написал об этом книгу «Товарищи по команде», которая стала самой успешной в карьере Хальберштама. Позже ESPN снял документальный фильм по этой книге. По сообщению Флавина, он был номинирован на национальную премию «Эмми».
За множество стихов о «Red Sox» Флавин был назван «поэтом-лауреатом» этого клуба. В 2013 году он стал диктором на дневных играх в Fenway Park. По его словам, он получил эту работу, потому что его предшественник умер. Флавин читал свои стихи на «Дне грузовика» (неофициальный день начала весеннего тренировочного сезона для «Ред Сокс», когда тягач с прицепом, наполненным клубным имуществом, покидает Фенуэй-парк и направляется в тренировочный комплекс команды во Флориде).
В 2015 году Флавин собрал свои стихи в книгу Red Sox Rhymes: Verses and Curses, которую высоко оценили известные болельщики «Red Sox», в том числе Дорис Кернс Гудвин и Майкл Дукакис. В рекламном ролике о своей книге Флавин говорил, что это издание может рассказать «всё, что вы хотите знать о Red Sox, и притом в стихах». Книга входила в список спортивных бестселлеров New York Times в августе и сентябре 2015 года.
Флавин умер в Уэймуте, штат Массачусетс, 28 декабря 2022 года в возрасте 86 лет.
В течение последних нескольких лет Флавин вёл блог на своём веб-сайте, последнее сообщение «Кто виноват в бедах Red Sox?» он опубликовал за шесть дней до смерти.